# Ptenidium formicetorum
Ptenidium formicetorum  (лат.) — вид мельчайших мирмекофильных жуков рода Ptenidium из семейства перокрылки (Ptiliidae). 

## Описание
Жуки чёрного цвета длиной около 0,8 мм. Тело овально-округлое с выпуклой грудкой. Обнаруживаются в муравейниках рыжих лесных муравьёв (Formica rufa) и пахучего муравья-древоточца (Lasius fuliginosus). Встречается в Северной и Центральной Европе, включая европейскую часть СНГ. В России отмечен для Московской области. Известно старое указание на нахождение в Иркутской области (Якобсон, 1910). Вид был впервые открыт и описан в 1851 году немецким энтомологом Эрнстом Густавом Крацом (Ernst Gustav Kraatz; 1831—1909).